# Heribert Simons
Heribert Simons (* 24. Dezember 1937 in Düsseldorf) ist ein deutscher Sportpsychologe und Hochschullehrer.

## Leben
Simons’ Doktorarbeit mit dem Titel „Ein Beitrag zur Überprüfung der Gültigkeit des Rosenzweig picture-frustration Tests: (Form für Kinder)“ wurde 1966 an der Universität Bonn angenommen. Ab 1969 war er am Psychologischen Institut der Ruprecht-Karls-Universität Heidelberg insbesondere im Bereich Schulpsychologie als wissenschaftlicher Mitarbeiter tätig. 1973 schloss er in Heidelberg seine Habilitation ab, das Thema seiner Arbeit lautete „Das Selbstverständnis als wichtige Variable zum Verständnis menschlichen Verhaltens“.
1976 wurde er an der Albert-Ludwigs-Universität Freiburg Professor für Sportpsychologie und blieb dies bis zum Jahr 2000. Zum 1984 erschienenen „Handbuch Sport. Wissenschaftliche Grundlagen von Unterricht und Training“ trug Simons den Abschnitt zur Sportpsychologie bei, er befasste sich während seiner akademischen Laufbahn unter anderem mit den Themen „Emotionale und soziale Komponenten der Lern- und Leistungsfähigkeit von Sportmannschaften“, mit der Kommunikation zwischen Wissenschaft und Praxis aus Sicht der Sportpsychologie, dem sozialen Klima in Wettkampfmannschaften, mit Intelligenztests, mit den „Auswirkungen hochschulspezifischer Bedingungen auf das Verhalten von Studenten“, mit der psychologischen Anpassung im höheren Lebensalter, Intelligenz und Schulleistung sowie Statistik und Realibilität.